# Mina de diamantes de Letseng
La mina de diamantes de Letšeng, ubicada en el estado sin litoral del sur de África, el reino de Lesoto, es propiedad de Gem Diamonds, Ltd. y del gobierno de Lesoto. Situada a 3.100 m de altura, es la mina de diamantes más alta del mundo. 

## Producción
Se caracteriza por su grado de mineral extremadamente bajo (menos de 2 quilates (400 mg)/100 toneladas), aunque es conocida por producir diamantes enormes, teniendo el mayor porcentaje de diamantes grandes (más de 10 quilates o 2,0 g), dándole el mayor valor en dólares por quilate de cualquier mina de diamantes. El promedio mundial es de aproximadamente 81 dólares por quilate, mientras que el promedio de Letseng fue de más de 1.894 dólares por quilate durante los primeros seis meses de 2007.
Inusual para África, y debido a su elevación, las temperaturas en la mina llegan a caer a -20 °C, y las nevadas son comunes en invierno.

## Geografía

### Clima
Letšeng tiene un clima de tundra (ET, según la clasificación climática de Köppen), con una precipitación anual promedio de 881 mm. Este clima tiene temperaturas que van desde frescas hasta frías durante todo el año, incluyendo nevadas. 
| Parámetros climáticos promedio de Letšeng-la-Terae | Parámetros climáticos promedio de Letšeng-la-Terae | Parámetros climáticos promedio de Letšeng-la-Terae | Parámetros climáticos promedio de Letšeng-la-Terae | Parámetros climáticos promedio de Letšeng-la-Terae | Parámetros climáticos promedio de Letšeng-la-Terae | Parámetros climáticos promedio de Letšeng-la-Terae | Parámetros climáticos promedio de Letšeng-la-Terae | Parámetros climáticos promedio de Letšeng-la-Terae | Parámetros climáticos promedio de Letšeng-la-Terae | Parámetros climáticos promedio de Letšeng-la-Terae | Parámetros climáticos promedio de Letšeng-la-Terae | Parámetros climáticos promedio de Letšeng-la-Terae | Parámetros climáticos promedio de Letšeng-la-Terae |
| Mes                                                | Ene.                                               | Feb.                                               | Mar.                                               | Abr.                                               | May.                                               | Jun.                                               | Jul.                                               | Ago.                                               | Sep.                                               | Oct.                                               | Nov.                                               | Dic.                                               | Anual                                              |
| -------------------------------------------------- | -------------------------------------------------- | -------------------------------------------------- | -------------------------------------------------- | -------------------------------------------------- | -------------------------------------------------- | -------------------------------------------------- | -------------------------------------------------- | -------------------------------------------------- | -------------------------------------------------- | -------------------------------------------------- | -------------------------------------------------- | -------------------------------------------------- | -------------------------------------------------- |
| Temp. máx. media (°C)                              | 14.8                                               | 14.5                                               | 12.2                                               | 10.6                                               | 7.7                                                | 5.4                                                | 5.4                                                | 6.8                                                | 9.9                                                | 11.2                                               | 12.6                                               | 13.7                                               | 10.4                                               |
| Temp. media (°C)                                   | 9.8                                                | 9.7                                                | 7.7                                                | 5.1                                                | 2.0                                                | -0.1                                               | 0.0                                                | 1.5                                                | 4.6                                                | 6.0                                                | 7.5                                                | 8.9                                                | 5.2                                                |
| Temp. mín. media (°C)                              | 4.8                                                | 4.9                                                | 3.3                                                | -0.3                                               | -3.6                                               | -5.5                                               | -5.3                                               | -3.8                                               | -0.6                                               | 0.8                                                | 2.5                                                | 4.1                                                | 0.1                                                |
| Precipitación total (mm)                           | 133                                                | 119                                                | 120                                                | 67                                                 | 20                                                 | 10                                                 | 8                                                  | 24                                                 | 57                                                 | 89                                                 | 115                                                | 119                                                | 881                                                |
| Fuente: Climate-data.org                           |                                                    |                                                    |                                                    |                                                    |                                                    |                                                    |                                                    |                                                    |                                                    |                                                    |                                                    |                                                    |                                                    |

## Hallazgos significativos

### Lesotho Promise
El 4 de octubre de 2006 se descubrió un diamante blanco de 603 quilates (121 g), la promesa de Lesoto, que hasta el descubrimiento de enero de 2018 que se menciona a continuación fue el hallazgo más grande reportado en el siglo XXI. En el momento en que se encontró, era el decimoquinto diamante más grande jamás encontrado. La piedra es de un color excepcional, clasificado D, el color superior para los diamantes.

### Lesotho Brown
Anteriormente, el diamante más grande encontrado en Letšeng fue el Lesotho Brown de 601 quilates (120 g), encontrado en 1967.
Fue descubierto en la mina de diamantes de Letseng en 1967, en Letseng-la-Terai, por Ernestina Ramaboa. La piedra en bruto pesaba 601 quilates (120 g) y se redujo en 1968 a 18 diamantes pulidos para un total de 252,40 quilates (50,48 g). La pieza más grande, de 71,73 quilates (14,35 g), era una piedra de corte esmeralda conocida como Lesotho I. El Lesotho III (el tercer corte de la piedra) pesa unos 40,42 quilates (8,08 g) y tiene forma de marquesa. Fue propiedad de Jackie Kennedy, a quien se la regaló su marido Aristóteles Onassis. El anillo tenía un valor estimado de 600.000 dólares, pero en la subasta de los bienes de Jackie Kennedy en abril de 1996 alcanzó un precio de 2.587.500 dólares. Estaba montado en un anillo de platino creado por Harry Winston. El Lesotho I fue ofrecido en Sotheby’s, en Ginebra, el 19 de noviembre de 2008, como parte de una subasta de joyas excepcionales. Sin embargo, no se vendió. Su precio estimado oscilaba entre 3.360.000 y 5.600.000 francos suizos, equivalentes a aproximadamente a 2,78 y 4,64 millones de dólares. Era vendido por su propietario, que se lo compró a Harry Winston alrededor de 1969.

### Letšeng Legacy
El 13 de septiembre de 2007, Gem Diamonds, Ltd. anunció que había encontrado un diamante de 493,27 quilates, el decimoctavo diamante más grande jamás encontrado hasta entonces. Se vendió a la asociación Graff-SAFDICO por 10,4 millones de dólares.

### Star of Lesotho
En 2004, Gem Diamonds, Ltd. encontró otro gran diamante. Con un peso de 123 quilates (24,6 g), recibió el nombre de Estrella de Lesoto.

### Leseli La Letšeng
El 21 de septiembre de 2008, Gem Diamonds, Ltd. comunicó el hallazgo de un diamante de alta calidad, de 478 quilates (95,6 g), el vigésimo diamante más grande jamás encontrado. Es una piedra de color tipo II D. El presidente ejecutivo Clifford Elphick dijo: "El examen preliminar de este notable diamante indica que producirá una piedra pulida récord del mejor color y claridad, y no tiene inclusiones visibles en su forma en bruto".

### Noviembre de 2010
El descubrimiento de dos grandes diamantes blancos en bruto se anunció en noviembre de 2010. Pesaron 196 y 184 quilates.

### Lesotho Legend

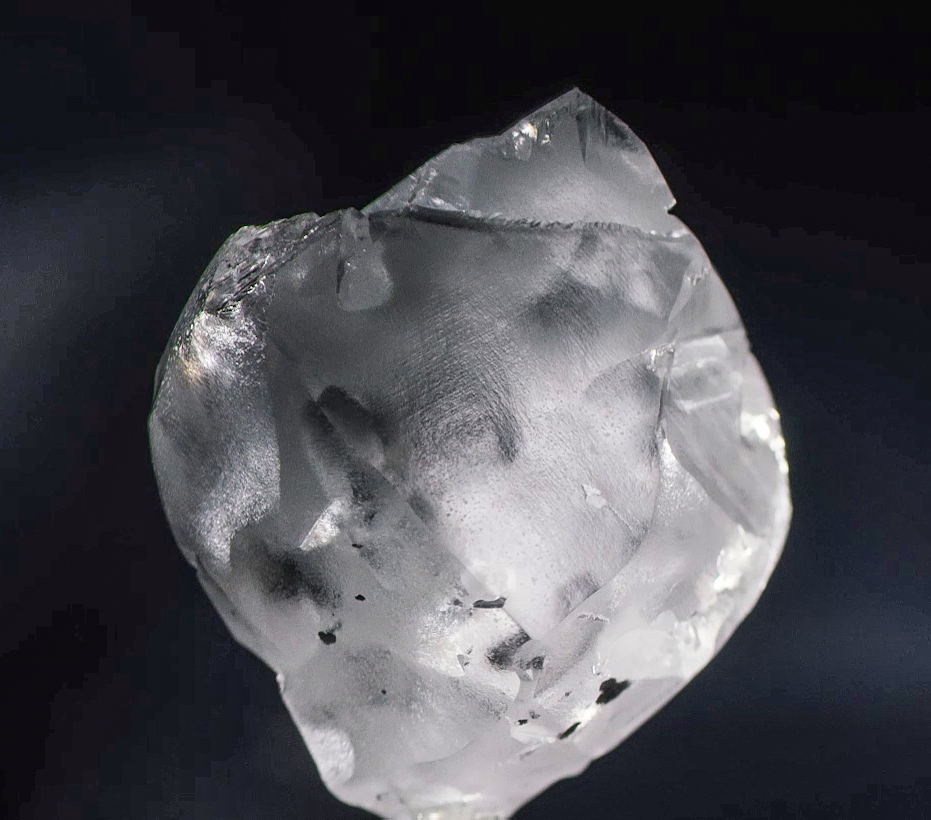
Lesotho Legend

En enero de 2018, Gem Diamonds anunció el diamante más grande descubierto hasta entonces en Letšeng, una piedra de color Tipo IIa D con un peso de 910 quilates. El mismo año se descubrió un diamante marrón claro de 357,61 quilates.

### Letšeng Star
En agosto de 2011 se encontró un diamante de 550 quilates. 

### Letšeng Dynasty y Letseng Destiny
En mayo y julio de 2015, se anunció el descubrimiento de dos diamantes grandes: el Destiny de 314 quilates y el Dynasty de 357 quilates.